# John Hammergren
John Hammergren (* 20. Februar 1959 in Saint Paul, Minnesota) ist ein US-amerikanischer Manager.

## Leben
Hammergren studierte Wirtschaftswissenschaften an der University of Minnesota und an der Xavier University. Er ist Vorsitzender und CEO des US-amerikanischen Pharmagroßhändlers und Dienstleisters McKesson. Im Dezember 2011 galt Hammergren als der höchstbezahlte CEO in den Vereinigten Staaten.